# Greenville (Carolina del Nord)
Greenville és una població dels Estats Units i seu del comtat de Pitt a l'estat de Carolina del Nord. Segons el cens del 2007 tenia 84.986 habitants.

## Demografia
Segons el cens del 2000, Greenville tenia 60.476 habitants, 25.204 habitatges i 11.997 famílies. La densitat de població era de 912,8 habitants per km².
Per edats la població es repartia de la següent manera: un 18,8% tenia menys de 18 anys, un 28,7% entre 18 i 24, un 28,2% entre 25 i 44, un 15,5% de 45 a 60 i un 8,8% 65 anys o més.
L'edat mediana era de 26 anys. Per cada 100 dones de 18 o més anys hi havia 82,9 homes.
La renda mediana per habitatge era de 28.648 $ i la renda mediana per família de 44.491 $. Els homes tenien una renda mediana de 31.847 $ mentre que les dones 26.324 $. La renda per capita de la població era de 18.476 $. Entorn del 15,6% de les famílies i el 26,1% de la població estaven per davall del llindar de pobresa.

## Poblacions més properes
El següent diagrama mostra les poblacions més properes.